# Ici Touraine
Ici Touraine, anciennement France Bleu Touraine est l'une des stations de radio généraliste du réseau Ici de Radio France. Elle dessert le département d'Indre-et-Loire et peut également être reçue dans une partie du département de Maine-et-Loire, dans l'ouest du Loir-et-Cher ainsi que dans l'extrême nord du département de la Vienne.

## Historique
FR3 Radio Centre voit le jour le 9 juin 1980 à Orléans. Un studio aménagé à Tours permet de diffuser, sous la forme d'un décrochage, un programme d'une heure quotidienne (11 à 12 h) depuis Tours et pour la Touraine.
C'est sur cette base, que Radio France cherche à développer dès 1983/1984, cette station.
Après un passage de quelques mois en formule FIP Province (FIP Tours ou FIT), c'est vers un modèle de station décentralisée, que Radio France créé Radio France Tours le 14 mars 1988.
Le 4 septembre 2000, les radios locales de Radio France sont réunies dans le réseau France Bleu, fournissant un programme commun national que reprennent les stations locales.
À cette date, la station change de nom et bénéficie également d'un puissant émetteur, situé à Chissay-en-Touraine, en 105 MHz, dans le cadre du plan Réseau 5. Cet émetteur arrose l'Est du département, ainsi qu'une grande partie sud du Loir-et-Cher, débordant sur l'Indre.

## Direction locale
- Directeur : Yohan NICOLAS
- Rédacteur en chef : David MALLE